# Vaľkovňa
Vaľkovňa és un poble i municipi d'Eslovàquia que es troba a la regió de Banská Bystrica.

## Història
La primera menció escrita de la vila es remunta al 1612.

## Demografia
| Godina             | 1994 | 2004    | 2014    | 2024   |
| ------------------ | ---- | ------- | ------- | ------ |
| Nombre de persones | 282  | 337     | 422     | 402    |
| Diferència         |      | +19,50% | +25,22% | −4,73% |

| Godina             | 2023 | 2024   |
| ------------------ | ---- | ------ |
| Nombre de persones | 412  | 402    |
| Diferència         |      | −2,42% |